# Arroyo Yuquerí Grande
Arroyo Yuquerí Grande är ett periodiskt vattendrag   i Argentina.   Det ligger i provinsen Entre Ríos, i den nordöstra delen av landet, 400 kilometer norr om huvudstaden Buenos Aires.
Omgivningen kring Arroyo Yuquerí Grande består i huvudsak av gräsmarker och området är glesbefolkat, med 9 invånare per kvadratkilometer.